# Elisabeth Falkhaven
Siv Elisabeth Falkhaven, född Nilsson 12 september 1955 i Partille, är en svensk politiker (miljöpartist). Hon var ordinarie riksdagsledamot 2018–2022, invald för Hallands läns valkrets.
Falkhaven har varit gruppledare för Miljöpartiet i Region Halland samt partiets ordförande i Hylte kommun.